# 兗沂曹濟道
兗沂曹濟道，清朝到民国初期设置的道，属于山东省。
雍正九年（1731年）七月设置兗莒沂道，驻沂州，管辖沂州直隶州（治今山东省临沂市）、莒州直隶州（治今山东省莒县）、兗州府（治今山东省济宁市兖州区）。雍正十二年（1734年）四月，增曹州。七月改为兗沂曹道，驻兗州府管辖沂州直隶州、曹州直隶州（治今山东省菏泽市）。乾隆五年（1740年）四月，兼管黄河事务。乾隆十三年（1748年）为按察使司副使衔，兼管水利事务。乾隆三十二年（1767年）三月，加兵备衔，为分守兗沂曹兼管水利黄河兵备道。乾隆四十一年（1776年），增济宁直隶州（治今山东省济宁市任城区），为兗沂曹濟道。光绪二十八年（1902年）正月，驻济宁直隶州。民国改为济宁道。

## 行政区划
| 山东省行政区划图（1820年）                                                          |
| 济南府 东昌府 泰安府 武定府 临清州 登州府 莱州府 青州府 兖州府 沂州府 曹州府 济宁州 |